# Henry M. Sheffer
Henry M. Sheffer, född 1882, död 1964, amerikansk logiker, inskriven i logikhistorien som upphovsman till det så kallade Sheffers streck.
Sheffer var polsk jude och kom tillsammans med sina föräldrar till USA 1892. Han utbildade sig vid Harvard och kom att undervisa vid ett flertal universitet bland andra, Cornell och University of Washington. 
1912 visade Sheffer att alla satslogiska konnektiv, lanserade i Principia Mathematica, kunde ersättas med ett enda av de två dyadiska konnektiven NAND och NOR, vilka hade presenterats av logikern Charles Sanders Peirce 1880. Att dessa konnektiv var de enda med denna egenskap visades av den polske logikern och matematikern Eustachy Zylinski 1924. Sheffers streck uppskattades och gjordes känt av Bertrand Russell, som använde detta för att förenkla skrivsättet i den andra upplagan av Principia Mathematica, som utgavs 1925.
Henry Sheffer publicerade ytterligt få verk under sin karriär. Ett av de mer kända arbetena är, A set of five independent postulates for Boolean Algebras, with applications to logical constants, publicerat i Transactions of the American Mathematical Society, volume 14, 1913.